# 15321 Donnadean
15321 Donnadean este un asteroid din centura principală de asteroizi.

## Descriere
15321 Donnadean este un asteroid din centura principală de asteroizi. A fost descoperit pe 13 august 1993 la Observatorul Palomar de Carolyn S. Shoemaker și David H. Levy. Asteroidul prezintă o orbită caracterizată de o semiaxă mare de 2,34 ua, o excentricitate de 0,27 și o înclinație de 24,0° în raport cu ecliptica.